# Ingagi
Ingagi es una película de falso documental y explotación de 1930 dirigida por William S. Campbell.  Hecha antes de la aplicación del código Hays, el filme pretende ser un documental sobre "Sir Hubert Winstead" de Londres en una expedición al Congo Belga y describe una tribu de mujeres adoradoras de gorilas hallada por el explorador. La película pretende mostrar un ritual en el que las mujeres africanas son entregadas a los gorilas como esclavas sexuales, pero en realidad se filmó principalmente en Los Ángeles, utilizando actrices estadounidenses en lugar de nativas. Fue producida y distribuida por Congo Pictures de Nat Spitzer, que se había formado expresamente para esta producción.  Aunque se comercializó con el pretexto de ser etnográfico, la premisa era una invención, lo que llevó a la Motion Picture Association a retractarse de cualquier participación.
La película aprovecha en gran medida la desnudez y la sugerencia de sexo entre una mujer y un gorila. Su éxito motivó a RKO Radio Pictures a invertir en King Kong (1933). RKO era propietaria de varias salas de cine donde se proyectó Ingagi, incluido uno de los primeros, el Orpheum Theatre de San Francisco, donde se inauguró el 5 de abril de 1930.
La película nunca estuvo perdida, contrariamente a la creencia popular debido a que durante mucho tiempo no estuvo disponible en video doméstico o televisión. Tres copias en nitrato se conservan en la Biblioteca del Congreso. Siete de los ocho discos Vitaphone correspondientes al filme fueron encontrados por aficionados y subidos a YouTube. 96 segundos de la película están incluidos en el documental Charlie Gemora: Uncredited. En asociación con Something Weird Video, Kino Lorber lanzó una restauración 4K de la película en Blu-ray el 5 de enero de 2021.

## Secuelas
Congo Pictures siguió a Ingagi con una película fallida titulada Nu-Ma-Pu - Cannibalism en 1931, con gran parte del mismo equipo. Al igual que Ingagi, pretendía ser un documental, pero en su mayor parte era ficticio.
La película de 1937 Love Life of a Gorilla probablemente toma prestadas imágenes de Ingagi, ya que las descripciones de la trama contemporánea mencionan a un personaje llamado "Coronel Hubert Winstead".
La película de 1940 Son of Ingagi, aunque no es una secuela, es la primera película de terror totalmente afroamericana y presenta una casa embrujada por una científica loca y su monstruo eslabón perdido.
En 1947, Charlie Gemora anunció sus planes de dirigir y protagonizar una película de aventuras en la jungla que los periódicos contemporáneos describieron como una secuela de Ingagi. Sin embargo, el proyecto nunca llegó a concretarse.